# 5세기의 정치적 국가 목록

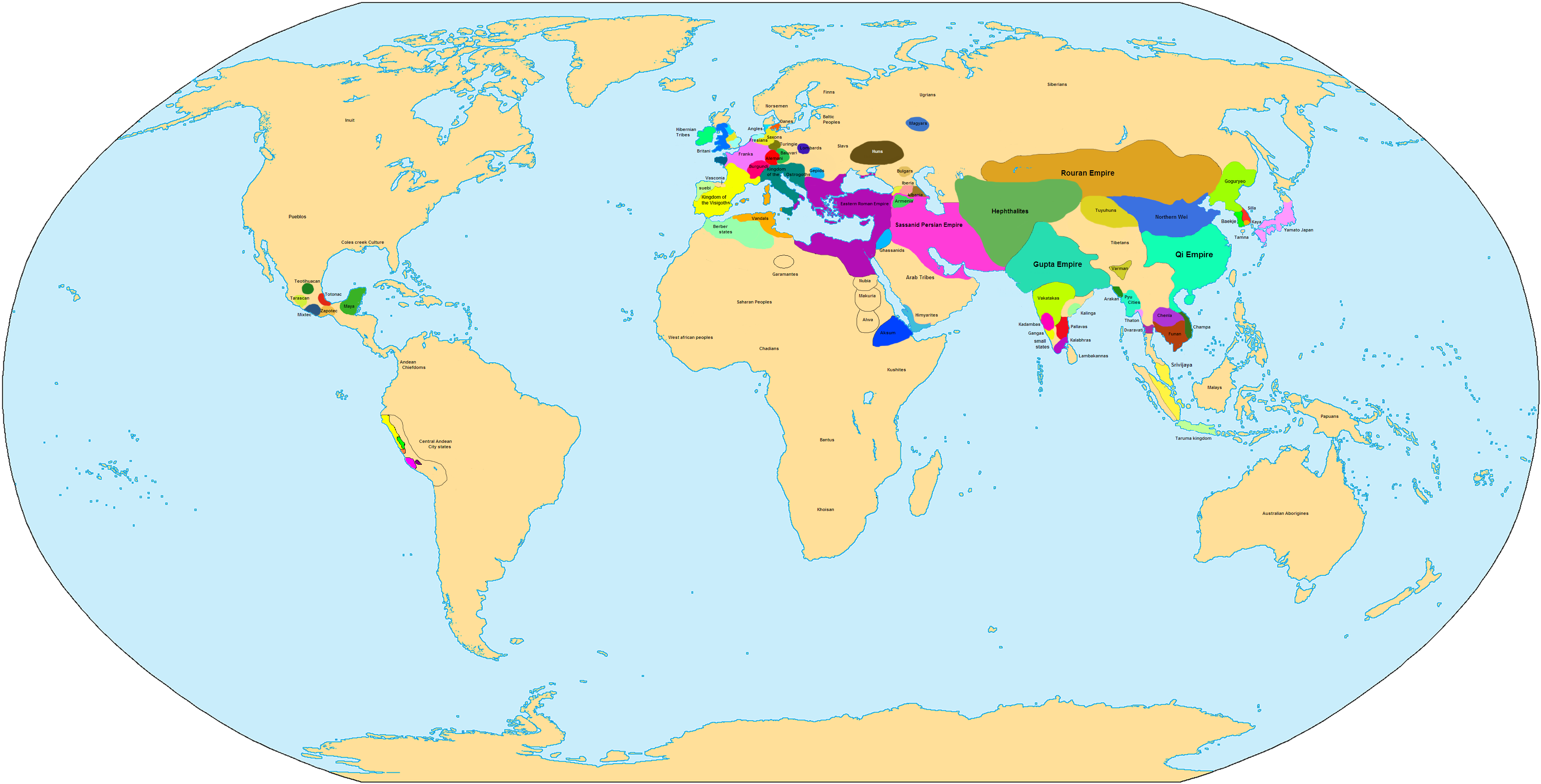
5세기

이것은 AD 5세기 (401년 ~ 500년)의 국가 목록이다.

## 국가 목록
| 면적순위 | 국호                                  | 대륙     | 현재 국가                        |
| -------- | ------------------------------------- | -------- | -------------------------------- |
| 1        | 유연 Rouran Empire                    | 아시아   | 몽골                             |
| 2        | 에프탈 Hephthalites                   | 아시아   | 아프가니스탄, 파키스탄           |
| 3        | 사산 제국 Sassanid Persian Empire     | 아시아   | 이란                             |
| 4        | 동로마 제국 Eastern Roman Empire      | 유럽     | 터키, 이탈리아                   |
| 5        | 남제 Qi Empire                        | 아시아   | 중화인민공화국                   |
| 6        | 굽타 제국 Gupta Empire                | 아시아   | 인도                             |
| 7        | 북위 Northern Wei                     | 아시아   | 중화인민공화국                   |
| 8        | 고구려 Goguryeo                       | 아시아   | 조선민주주의인민공화국, 대한민국 |
| 9        | 동고트 왕국 Kingdom of the Ostrogoths | 유럽     | 이탈리아                         |
| 10       | 서고트 왕국 Kingdom of the Visigoths  | 유럽     | 프랑스, 스페인                   |
| 11       | 야마토 Yamato Japan                   | 아시아   | 일본                             |
| 12       | 바카타카 Vakatakas                    | 아시아   | 인도                             |
| 13       | 프랑크 왕국 Franks                    | 유럽     | 프랑스                           |
| 14       | 토욕혼 Tuyuhuns                       | 아시아   | 중화인민공화국                   |
| 14       | 베르베르 Berber States                | 아프리카 | 알제리, 모로코                   |
| 15       | 훈 Huns                               | 유럽     | 헝가리, 러시아, 우크라이나       |
| 16       | 악숨 왕국 Aksum                       | 아프리카 | 에티오피아                       |
| 17       | 반달 왕국 Vandals                     | 아프리카 | 알제리, 튀니지                   |
| 18       | 프놈 왕국 Funan                       | 아시아   | 캄보디아                         |
| 19       | 첸라 Chenla                           | 아시아   | 캄보디아                         |
| 20       | 스리위자야 Srivijaya                  | 아시아   | 말레이시아, 인도네시아, 싱가포르 |

## 같이 보기
- 5세기